# Break Ke Baad
Break Ke Baad è un film indiano del 2010.